# Syngrapha epsilon
Syngrapha epsilon är en fjärilsart som beskrevs av Ottolengui 1900. Syngrapha epsilon ingår i släktet Syngrapha och familjen nattflyn. Inga underarter finns listade i Catalogue of Life.